# Croix de Capdenac
La croix de Capdenac est située au lieu-dit Tourenne, au nord de Capdenac, en France.

## Localisation
La croix est située dans le département français du Lot.

## Historique
On peut lire sur un cartouche sur le fût de la croix, en plus de la date, le nom du sculpteur, un certain Fosside. Il y est en effet inscrit "ECE PIEE HOVBRIE 1667 F par MOY FOSSIDE".
La croix a donc dû être construite en 1667.
L'édifice est classé au titre des monuments historiques le 16 mai 1911.